# 顯達鄉村俱樂部
顯達鄉村俱樂部（英語：Hill Top Country Club）是一家位於香港新界荃灣的已結業私人會所。顯達於1980年開辦，結業於2024年6月。

## 歷史
顯達鄉村俱樂部佔地逾430,000平方呎，位於荃灣老圍，是少數位於新界新市鎮的私人會所。顯達鄉村俱樂部背靠大帽山，自成一國，天氣良好時可遠眺青衣及維多利亞港西部。顯達的會籍入場費用（開張時會員入場費只需7至10萬港元）較其他老牌私人會所較低，會員多為本地新興企業。
1960年代，香港政府大力發展荃灣和葵涌工業區，安寧控股董事支盈章、周伯英和日本企業家奧山清秀等人籌劃於該區建立一個新私人會所，為新興工業家們提供一個寧靜、有格調的環境作商務活動。1968年，安寧控股購入老圍與城門水塘引水道之間的一個養烏場，該處是一塊已平整的大型地皮，經補地價後獲香港政府批准發展成渡假和會議設施，由日本大成海外建設株式會社負責建築設計。
1980年，俱樂部首期工程完成並啟用，俱樂部由支盈章擔任俱樂部主席，啟用當天獲新界政務司鍾逸傑到臨主持揭幕儀式。1987年，顯達鄉村俱樂部完成第二期工程，主樓擴建成一座L字型建築，加設會員渡假屋設施，並在北面加建一座運動大樓。2013年，顯達的母公司安寧控股被華懋集團收歸旗下。
早於2018年，顯達母公司安寧控股向城規會申請請將顯達所在地皮由「其他指定用途」註明「體育及康樂會所」改劃為「住宅（乙類）6」計劃興建9幢9至18層高住宅，另設1座2層高住客會所。2020年代初，受新冠疫情防控措施影響，俱樂部的生意跌至新低。2024年6月15日，俱樂部正式停止營運。

## 設施
顯達鄉村俱樂部的主樓是一座L字型的鄉村式建築，樓高三層。東面部份是住宿設施「龍居」，提供64間渡假房間，地下是西餐廳；西面部份是中菜廳、宴會廳、會議室和會所。主樓南面是游泳池。主樓北面有一個大草坪，可作戶外婚禮場所。草坪以北設有運動大樓，有5個網球場、高爾夫球練習場等康樂設施。

## 交通
- 經顯達路連接荃灣港鐵站的免費穿梭巴士